# Niezauka
Niezauka (biał. Незаўка; ros. Незовка; pol. hist. Niezówka) – wieś na Białorusi, w obwodzie mohylewskim, w rejonie mohylewskim, w sielsowiecie Zawadskaja Słabada.
Do 1917 położona była w Rosji, w guberni mohylewskiej, w powiecie bychowskim. Następnie w granicach Związku Sowieckiego. Od 1991 w niepodległej Białorusi.